# Cycnium breviflorum
Cycnium breviflorum là loài thực vật có hoa thuộc họ Cỏ chổi. Loài này được Ghaz. mô tả khoa học đầu tiên năm 2005.